# Yaodian Fossae
Le Yaodian Fossae sono una struttura geologica della superficie di Marte.